# 上罗镇
上罗镇，是中华人民共和国四川省宜宾市珙县下辖的一个乡镇级行政单位。2019年8月，撤销下罗镇，将其所属行政区域划归上罗镇管辖。

## 行政区划
上罗镇下辖以下地区：
榕泉社区、河沿村、汪家村、金钟村、韩家村、代家社区村、麻柳村、大坪村、民主村、黄腊村、新泉村、穆家湾村、后营村、汉村、七星村、龙洞村、新联村、二龙村、星光村、庄稼村、石竹村、田家村、兰地村和胜利村、下罗社区村、梧桐村、秧田村、五星村、建新村、育贤村、均田村、田村、合理村、保平村、兴隆社区村、农利村、活龙村、公平村和粮坝村。